# Segment (biologi)

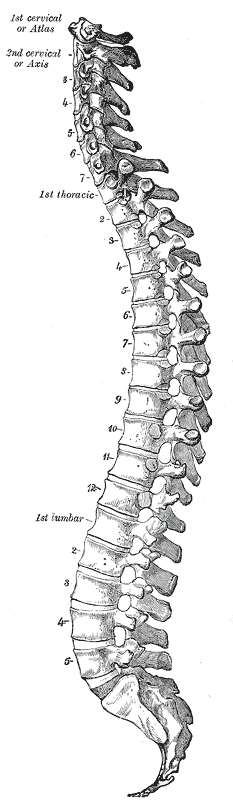
Ryggradsdjur har ett segmenterat skelett och nervsystem.

Ett segment är en tydligt avskild del av en kropp, vilket är standard hos leddjur. Segmenteringen och de flexibla kopplingarna mellan segmenten gör kroppen rörlig, trots att de olika segmenten kan vara hårda eller stela. Även andra djurtyper har segmenterade kroppar eller kroppsdelar.

## Typer och utveckling
Många olika djurtyper är mer eller mindre segmenterade. Dessa har dock alltid ett huvud i framändan, och denna kroppsdel tros bestå av olika segment som genom förändringar förlorat sin karaktär av segment. I huvudet finns alltid en mun (för födointag), centrala sinnesorgan (oftast inklusive ögon) samt en central beslutscentral (hjärna).
Hos djur som ringmaskar och mångfotingar är nästan alla segmenten bakom huvudet närmast likadana. Insekterna tillhör däremot de djur där flera segment blivit starkt specialiserade, utifrån olika funktioner. Mellankroppen hos en insekt har tre segment med gångben samt vingar på två av segmenten.
Hos djur som daggmaskar markeras gränserna mellan segmenten tydligt på utsidan. Hos exempelvis fiskar syns de olika segmenten inte alls utåt.

### Tidig utveckling
Människoembryon och embryon hos andra djur är tydligt segmenterade. Denna segmentering utvecklas inledningsvis hos embryot på samma sätt – oavsett djurtyp. Därefter specialiseras olika segment, beroende på slutlig funktion i kroppen. Denna specialisering ger en avsevärd evolutionär flexibilitet, och beroende på behov kan ett segments funktion ofta förändras. Om exempelvis miljön förändras, kan segmenteringen ge ett djur många möjligheter att utveckla nya kroppsdelar eller kroppsdelar som nya användningsområden.
Ett stort antal gener styr utvecklingen av segmenten hos embryot. En hypotes är att alla tvåsidiga djur från början haft en komplicerad styrmekanism, där flera gener samverkat.
Efter fostrets utveckling saknar ofta kroppshåligheternas inälvor synliga tecken på segmentering.

## Olika djur
Framför allt tre stora djurgrupper kännetecknas av segmentering. Dessa är leddjur, ryggsträngsdjur och ringmaskar. Dessa djurgrupper står långt från varandra inom djurens släktträd, och sannolikt har segmenteringen utvecklas åtminstone tre olika gånger under djurevolutionens gång. Detta är en sorts konvergent utveckling.

### Leddjur
En mångfoting har en kropp med ett flertal likformiga segment. Insektsembryon har 15 stycken som med utvecklingen smälter samman till huvud, mellankropp och bakkropp.

### Ryggsträngsdjur
Även ryggradsdjur och andra ryggsträngsdjur har ofta segmenterade kroppar, åtminstone under tidiga delar av individens utveckling. Under den senare fosterutvecklingen blir det allt svårare att urskilja segmenteringen i de flesta organsystemen i kroppen.
Även delar av ett ryggradsdjurs kropp kan vara segmenterade, inklusive själva ryggraden (ryggkotorna – alternativt två ryggkotor och kopplingen mellan dem – fungerar där som segment), ryggmärgen och nervsystemet (där de sammankopplade nervcellerna är segmenten). På röntgenbilder kan man tydligt se att en fisk är uppdelad i segment, där varje ryggkota är basen får utskott på ryggsidan respektive revben på buksidan; även den långa ryggfenans skelettben är anordnade med segment.
Segmenteringen syns också hos fiskarna, genom deras muskulatur som från sidan är uppdelade i W- eller V-formade skivor.

### Ringmaskar
Ringmaskar har tydlig segmentering, vilket syns utåt som "ringarna" på kroppen. Daggmasken är en typisk representant för djurgruppen.
Havsborstmaskar har tydligt avgränsade segment, vart och ett försett med ett par oledade extremiteter (parapodier).